# Suramericano de Natación de 2004 - 50 m. Mariposa Femenino
La prueba de 50 m mariposa femenino del campeonato sudamericano de natación de 2004 se realizó el 26 de marzo de 2004, el segundo día de competencias del campeonato.

## Medallistas
| Evento        | Oro                                | Plata                               | Bronce                          |
| ------------- | ---------------------------------- | ----------------------------------- | ------------------------------- |
| 50 m mariposa | Natalia Grava · Brasil · 28.69. RC | Yamile Bahamonde · Ecuador · 28.80. | Manuela Morano Argentina 28.96. |

RC:Récord de Competición.

## Resultados
| Posición | Carril | Nadador            | Tiempo    |
| -------- | ------ | ------------------ | --------- |
| 1        | 3      | Natalia Grava      | 28.69. RC |
| 2        | 5      | Yamile Bahamonde   | 28.80.    |
| 3        | 4      | Manuela Morano     | 28.96.    |
| 4        | 6      | Carolina Colorado  | 29.37.    |
| 5        | 2      | Flavia Jesús       | 29.51.    |
| 6        | 7      | María Rodríguez    | 29.84.    |
| 7        | 1      | Larissa Kcomt      | 30.16.    |
| 8        | 8      | Catherine Valencia | 30.57.    |